# ソウル・オブ・ア・ビースト
『ソウル・オブ・ア・ビースト』（原題：SOUL OF A BEAST）は、 2021年に製作されたスイス映画。本作は2021年8月6日にロカルノ国際映画祭にてプレミア上映が開催され、同映画祭の審査員特別賞を受賞した。
 
監督・脚本はロレンツ・メルツ。デビュー作『Cherry Pie』に続き、本作が長編映画監督2作目となる。日本の美学や歴史、文化に大きく影響を受けてきた監督がそれを映画に反映し、漫画「子連れ狼」からも発想を得て制作された。
日本では、2024年12月13日に東京・シネマート新宿ほか劇場にて全国公開。

## ストーリー
17歳のスケーター・ガブリエルには、2歳の息子ジェイミーがいる。ジェイミーの母親であるゾエが精神的な問題で育児に参加しないため、彼は一人で子育てをしている。まだまだ若く、遊びたい彼は、子どもがいることを隠しながら親友のジョエルとの付き合いを続けていた。ある日、ジョエルの恋人であるコリーに出会うと、二人は強く惹かれ合うようになる。3人での奔放な遊びを楽しみつつも、ジェイミーの父親としての責任を自覚し葛藤するガブリエル。また、コリーとガブリエルの関係性に傷つくジョエルはコリーの心を取り戻すために奔走する。
夏の熱に浮かされた彼らの恋、そして精神は激しく燃え上がっていく。

## キャスト
- ガブリエル - パブロ・カプレツ（ドイツ語版）
- コリー - エラ・ルンプフ（英語版）
- ゾエ - ルナ・ヴェドラー（英語版）
- ジョエル - トナティウ・ラジ
- 日本語ナレーション - ヨシ天尾（英語版）

## 映画祭・受賞歴
- ロカルノ国際映画祭2021　審査員特別賞受賞
- スイス映画賞2022　主演男優賞（パブロ・カプレツ）、撮影賞、作曲賞受賞